# Illes Krenitzin
Les illes Krenitzin (en anglès  Krenitzin Islands són un petit grup d'illes que es troben a l'extrem oriental de les illes Fox, un subgrup de les illes Aleutianes, al sud-oest d'Alaska, als Estats Units. Es troben entre Unalaska, al sud-oest i Unimak, al nord-est. Entre les illes que tenen nom del grup de les Krenitzin hi ha Aiktak, Avatanak, Derbin, Kaligagan (Qisĝagan), Rootok (Aayux̂tax̂), Round, Tigalda, i Ugamak.
Totes aquestes illes són administrades com a part de l'Alaska Maritime National Wildlife Refuge. La seva superfície és de 159,533 km² i es troben deshabitades.
Possiblement foren batejades amb aquest nom pel Capità Tebenkov el 1852 en honor del capità Peter Kuzmich Krenitzin, que junt a tinent Mikhail Levashev exploraren i cartografiaren unes 30 illes de les Aleutianes entre 1768 i 1769. El capità Tebenkov va escriure el nom "Ostrova Krinitsyna," que ha estat traduït a illes Krenitzin.